# Neuaufnahmen in das UNESCO-Kultur- und -Naturerbe 1986
Im Jahr 1986 fanden die im Folgenden aufgeführten Neuaufnahmen in das UNESCO-Kultur- und -Naturerbe statt.

## Welterbe
Auf seiner zehnten Sitzung vom 24. bis 28. November 1986 in Paris nahm das Welterbekomitee 31 Stätten aus 16 Ländern neu in die Liste des UNESCO-Welterbes auf, davon 23 Kulturerbestätten (K), sieben Naturerbestätten (N) und eine gemischte Stätte (K/N).

### Welterbeliste
Folgende Stätten wurden neu in die Welterbeliste eingetragen:
| Vertragsstaat(en)       | Bezeichnung                                                                    | Typ | Ref. | Anmerkungen |
| ----------------------- | ------------------------------------------------------------------------------ | --- | ---- | --- |
| Australien              | Gemäßigte und subtropische Regenwaldparks an der australischen Ostküste (Lage) | N   | 368  | 1994 erweitert und 2007 umbenannt in Gondwana-Regenwälder Australiens |
| Brasilien               | Nationalpark Iguaçu (Lage)                                                     | N   | 355  | |
| Deutschland             | Monumente von Trier (Lage)                                                     | K   | 367  | |
| Griechenland            | Tempel des Apollon Epikourios bei Bassae (Lage)                                | K   | 392  | |
| Indien                  | Kirchen und Klöster von Goa (Lage)                                             | K   | 234  | Insgesamt 60 Kirchen in Velha Goa, errichtet als Goa die Hauptstadt der portugiesischen Kolonie Portugiesisch-Indien war. |
| Indien                  | Monumentensemble von Khajuraho (Lage)                                          | K   | 240  | |
| Indien                  | Monumentensemble von Hampi (Lage)                                              | K   | 241  | |
| Indien                  | Fatehpur Sikri (Lage)                                                          | K   | 255  | |
| Jemen                   | Altstadt von Sana'a (Lage)                                                     | K   | 385  | Altstadt von Sanaa |
| Jugoslawien (Serbien)   | Kloster Studenica (Lage)                                                       | K   | 389  | |
| Jugoslawien (Slowenien) | Škocjan-Höhlen (Lage)                                                          | N   | 390  | |
| Libyen                  | Altstadt von Ghadames (Lage)                                                   | K   | 362  | Altstadt von Ghadames |
| Neuseeland              | Westland- und Mount-Cook-Nationalpark (Lage)                                   | N   | 375  | Der Westland- und der Mount-Cook-Nationalpark gehören seit 1990 zum Welterbegebiet Te Wahipounamu – Südwest-Neuseeland. |
| Neuseeland              | Fiordland-Nationalpark (Lage)                                                  | N   | 376  | Der Nationalpark gehört seit 1990 zum Welterbegebiet Te Wahipounamu – Südwest-Neuseeland. |
| Peru                    | Archäologische Zone Chan Chan (Lage)                                           | K   | 366  | |
| Portugal                | Historisches Zentrum von Évora (Lage)                                          | K   | 361  | |
| Simbabwe                | Nationaldenkmal Groß-Simbabwe (Lage)                                           | K   | 364  | |
| Simbabwe                | Nationaldenkmal Ruinen von Khami (Lage)                                        | K   | 365  | |
| Spanien                 | Architektur der Mudéjaren in Aragón (Lage)                                     | K   | 378  | Als repräsentativ für die Architektur der Mudéjaren in Aragón wurden 1986 vier Bauwerke in Teruel in das Welterbe aufgenommen. 2001 wurde die Welterbestätte um sechs weitere Bauwerke erweitert, drei in Saragossa und drei in weiteren Städten der Umgebung. |
| Spanien                 | Historische Stadt Toledo (Lage)                                                | K   | 379  | Altstadt von Toledo |
| Spanien                 | Nationalpark Garajonay (Lage)                                                  | N   | 380  | |
| Spanien                 | Altstadt von Cáceres (Lage)                                                    | K   | 384  | Altstadt von Cáceres |
| Syrien                  | Altstadt von Aleppo (Lage)                                                     | K   | 21   | |
| Türkei                  | Hattuşa (Lage)                                                                 | K   | 377  | |
| Vereinigtes Königreich  | Die „Straße der Riesen“ (Giant’s Causeway) und ihre Küste (Lage)               | N   | 369  | |
| Vereinigtes Königreich  | Burg und Kathedrale von Durham (Lage)                                          | K   | 370  | Burg und Kathedrale von Durham |
| Vereinigtes Königreich  | Ironbridge-Schlucht (Lage)                                                     | K   | 371  | Ironbridge enthält Bergwerke, Fabriken, Arbeiterwohnungen, und die Verkehrsinfrastruktur, die in der Schlucht während der industriellen Revolution geschaffen wurde.                                                                                           |
| Vereinigtes Königreich  | Königlicher Park von Studley mit den Ruinen von Fountains Abbey (Lage)         | K   | 372  | |
| Vereinigtes Königreich  | Stonehenge, Avebury und zugehörige Stätten (Lage)                              | K   | 373  | |
| Vereinigtes Königreich  | Burgen und Stadtbefestigungen König Edwards I. in Gwynedd (Lage)               | K   | 374  | |
| Vereinigtes Königreich  | St Kilda (Lage)                                                                | K/N | 387  | |

Bei folgenden Welterbestätten wurden signifikante Änderungen ihrer Grenzen beschlossen: 
| Vertragsstaat(en) | Bezeichnung                                       | Typ | Ref. | Anmerkungen                                                                    |
| ----------------- | ------------------------------------------------- | --- | ---- | ------------------------------------------------------------------------------ |
| Tunesien          | Punische Stadt Kerkouan und ihre Nekropole (Lage) | K   | 332  | Erweiterung der punischen Stadt Kerkouan um die Nekropole von Arg el Ghazouani |

Folgende Kandidaturen wurden bis auf Weiteres verschoben, da einige Bedingungen für die Eintragung als Welterbe noch nicht erfüllt waren:
- Jerasch (Jordanien)
- Sarajevo (Jugoslawien)
- Nationalpark Brijuni und Gedenkstätten (Jugoslawien)

Ebenso wurde die vorgeschlagene Erweiterung des australischen Kakadu-Nationalparks verschoben.

### Rote Liste
In die Liste des gefährdeten Welterbes („Rote Liste“) aufgenommen wurde die archäologische Zone Chan Chan in Peru.